# チェスター (タウン級軽巡洋艦)
|          |                                                            |
| 艦歴     |                                                            |
| 発注     |                                                            |
| 起工     | 1914年10月7日                                              |
| 進水     | 1915年12月8日                                              |
| 就役     | 1916年5月                                                  |
| 退役     |                                                            |
| その後   | 1921年11月9日にスクラップとして売却                        |
| 除籍     |                                                            |
| 性能諸元 |                                                            |
| 排水量   | 5,185トン                                                  |
| 全長     | 456.5 ft                                                   |
| 全幅     | 50 ft                                                      |
| 吃水     | 15.5 ft                                                    |
| 機関     | パーソンズ蒸気タービン、4軸推進、 ヤーロウ缶12基、31,000hp |
| 最大速   | 26.5ノット (49 km/h)                                       |
| 乗員     | 402名                                                      |
| 兵装     | 5.5インチMk I 砲10門、 3インチ砲1門、 21インチ魚雷発射管   |

チェスター (HMS Chester) は、イギリス海軍の軽巡洋艦。タウン級軽巡洋艦の一隻。艦名はチェシャー州のチェスターに因む。その名を持つ艦としては4隻目。
当初は1914年にギリシャ海軍によって発注された2隻の軽巡洋艦の内の1隻であり、「ランブロス・カトソニス (Lambros Katsonis)」と命名される予定であった。2隻の建造は継続されたが、1915年にイギリス政府によって購入された。
両艦の装備は当時のイギリス軍艦艇といくつかの面で異なっていた。主砲はコヴェントリー兵器廠で新たに開発された5.5インチ(140mm)砲が採用された。この砲はイギリス軍標準の6インチ砲より大幅に軽量化され、6インチ砲で使用された100ポンド砲弾に代わって85ポンド砲弾が使用された。また、当時最新であった油圧機構が採用された。

## 艦歴

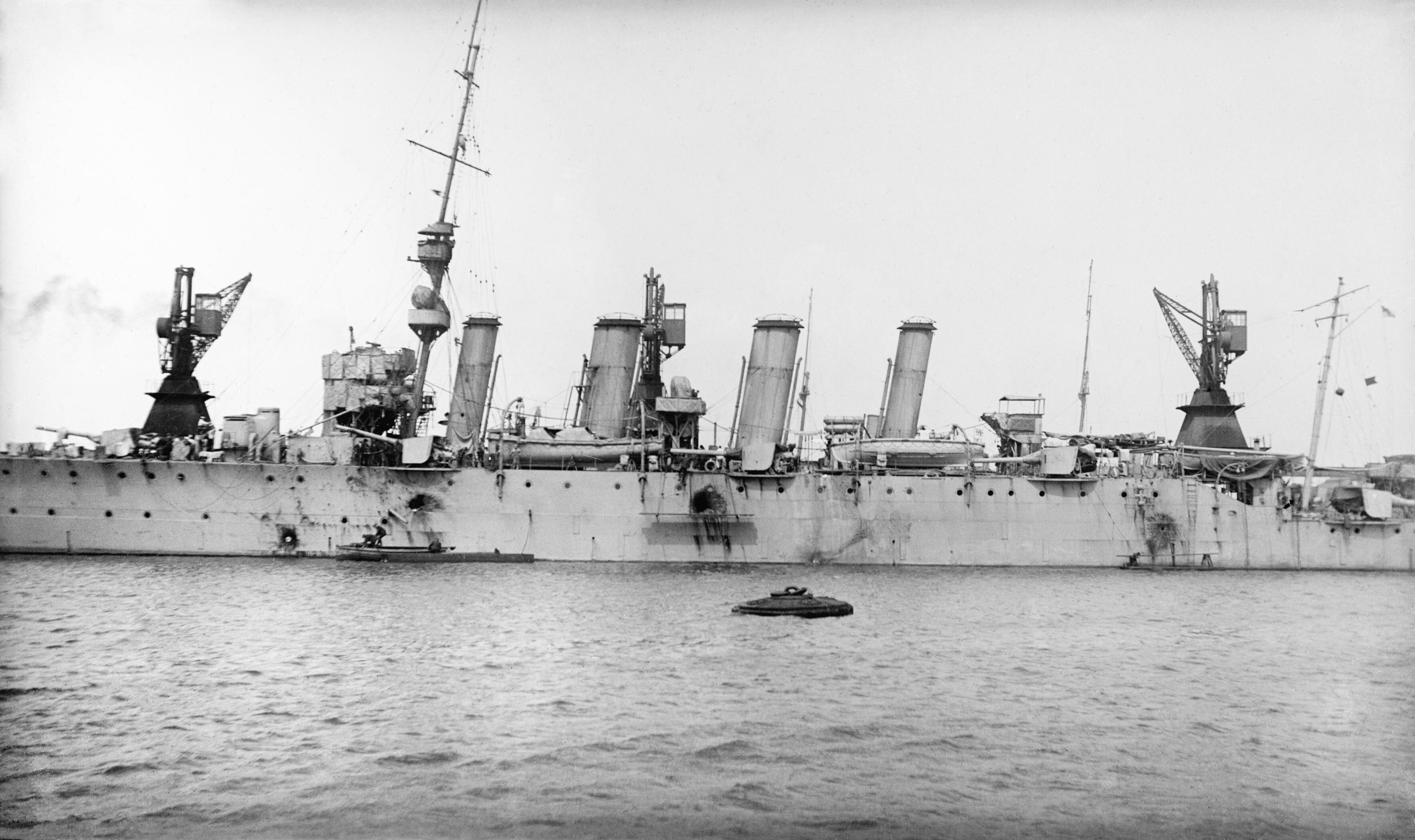
ユトランド沖海戦での損傷

1914年10月7日にバーケンヘッドのキャメル・レアード社で起工し、1915年12月8日に進水、ユトランド沖海戦の3週間前の1916年5月に就役した。
ユトランド沖海戦では第3巡洋戦隊の一部として戦い、ドイツ艦隊と砲戦を繰り広げた。「チェスター」は17発の150mm砲弾を受け、29名が死亡、49名が負傷した。艦載砲の防盾が甲板まで達せず、後方が開放されていたため負傷者の多くは脚を失った。戦死者の中にはヴィクトリア十字勲章を受章したジョン・コーンウォールも含まれた。
「チェスター」は休戦まで第3軽巡洋艦戦隊に所属し、その後は予備役となった。ギリシャ海軍へ売却が提示されたが、売却案は断られたため、1921年11月9日にスクラップとして売却された。コーンウォールが担当した砲はロンドンのインペリアル・ウォー・ミュージアムに展示されている。
カナダのロッキー山脈にあるチェスター山はこの艦に因んで命名された。